# Liternum
Liternum es una antigua ciudad romana en Campania, cerca de la actual Lago Patria, una aldea del municipio de Giugliano de Campania, en la Ciudad metropolitana de Nápoles, Italia.

## Historia

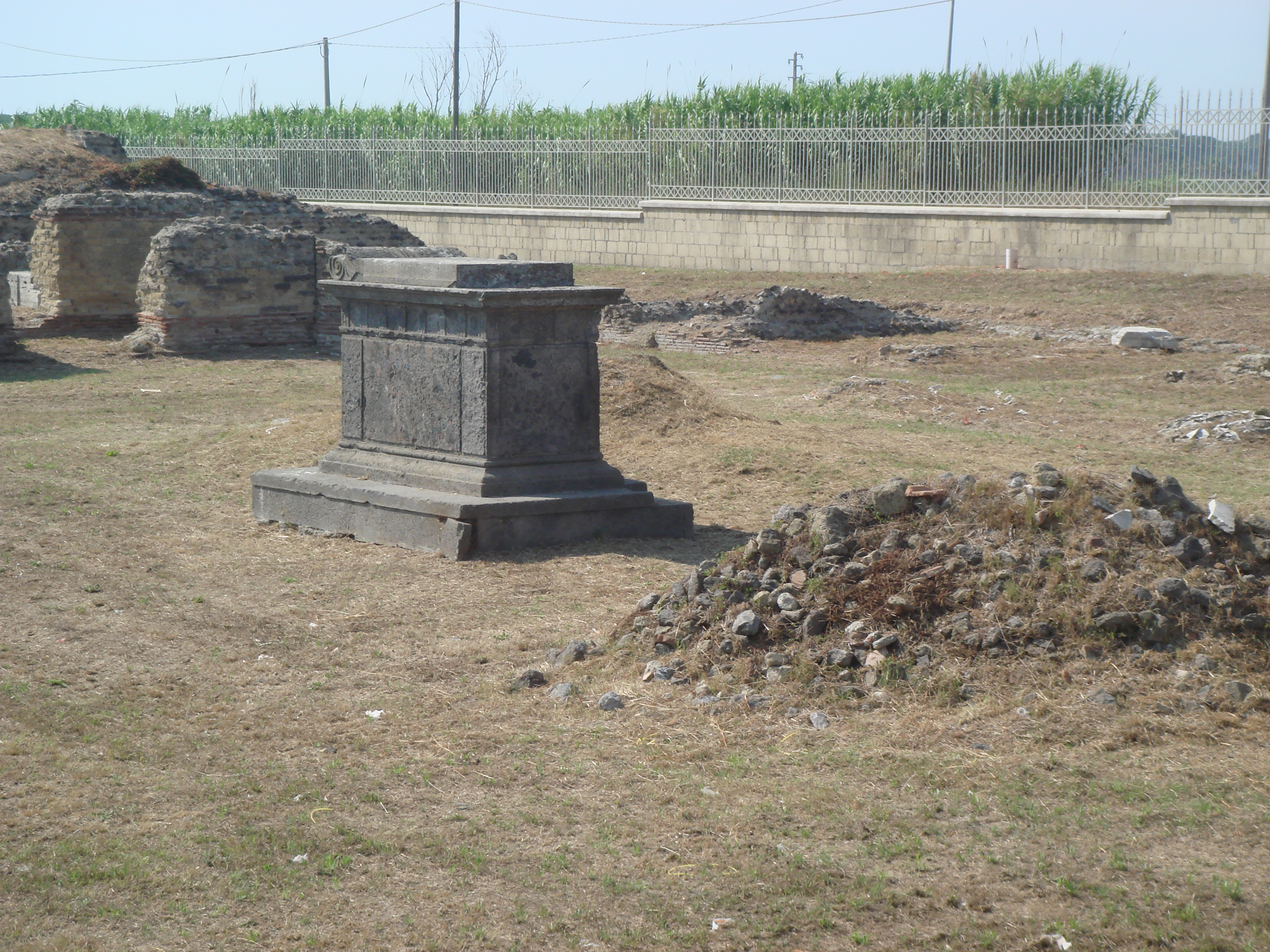
Altar de Escipión el Africano.

La zona ya estaba habitada en tiempos prehistóricos y más tarde por gente de estirpe osca que, probablemente, fundaron una colonia, más tarde ampliada por los romanos que, en el año 194 a. C., ahí fundaron Liternum. La ciudad está situada en la orilla sur del Lago Patria (entonces llamado Palus Literna), en la desembocadura del río Clanis. La ciudad fue otorgada a los veteranos de la segunda guerra púnica que formaban parte del ejército de Escipión el Africano, el que se refugió aquí en el exilio y murió en 183 a. C. Su tumba y su villa fueron mencionadas por Séneca.
La ciudad tuvo un notable desarrollo en la época de Augusto, pero especialmente entre finales del siglo I y II d. C., gracias a la realización de la Vía Domitia que, a partir de Sinuessa (en el territorio de la actual Mondragone), la conectaba con los centros habitados de la costa de Campania y, en particular, con el puerto de Puteoli (la Pozzuoli de la actualidad), donde terminaba la carretera.
A partir de la tardía edad imperial, Liternum fue progresivamente abandonada. Tras el siglo IV, a raíz de inundaciones e invasiones bárbaras, los ciudadanos supervivientes emigraron al actual casco antiguo de Giugliano de Campania. En la Edad Media la llanura alrededor del sitio fue un asiento de los monjes benedictinos.
En 1932, se descubrieron algunos restos de la antigua ciudad relacionados con el Foro, Capitolio, la Basílica y el Teatro, y el Altar de Escipión el Africano. Fuera de las murallas de la ciudad se hallaron restos del anfiteatro y la necrópolis con la mayoría de los entierros de época imperial.

## El Parque Arqueológico
Gracias a los esfuerzos de la ciudad de Giugliano de Campania, y con subvenciones concedidas por la Superintendencia de Nápoles, se iniciaron una serie de intervenciones dirigidas a la creación del Parque y museo arqueológico de Liternum. El primer lote de la obra se comenzó en agosto de 2006.
El Parque Arqueológico de Liternum se completó en abril de 2009 por el Ayuntamiento de Giugliano de Campania, que concedió por algún tiempo custodia, mantenimiento menor, gestión, promoción del sitio a la Pro Loco Litorale Domitio, una organización que promueve el turismo, el desarrollo cultural y social del territorio costero de la ciudad.